# BVT-Affäre

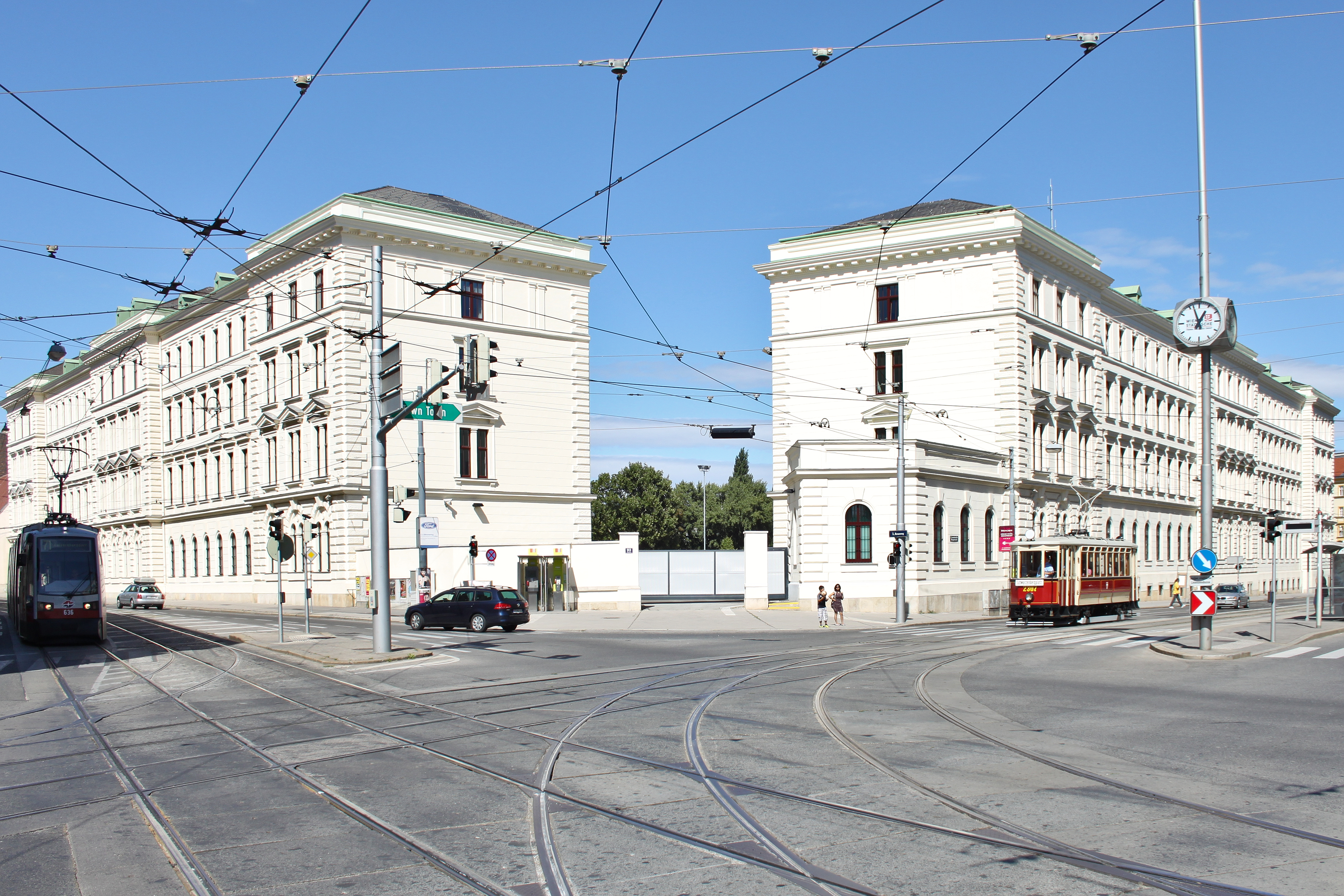
Sitz des BVT in der Rennwegkaserne in Wien-Landstraße

Als BVT-Affäre (auch BVT-Skandal und BVT-Fall genannt) werden politisch kontroverse Vorgänge um den Nachrichtendienst BVT (Bundesamt für Verfassungsschutz und Terrorismusbekämpfung) im österreichischen Bundesministerium für Inneres seit 2016 bezeichnet. Dazu gehören unter anderem die Ausstellung nordkoreanischer Pässe für südkoreanische Geheimagenten, Konflikte zwischen ÖVP-nahen Parteinetzwerken innerhalb des BVT und die seitens der parlamentarischen Opposition vorgeworfene Umfärbung des Verfassungsschutzes durch den damaligen FPÖ-Innenminister Herbert Kickl. Breite mediale Berichterstattung erfolgte, nachdem die von Wolfgang Preiszler – einem FPÖ-Gemeinderat – geführte Einsatzgruppe zur Bekämpfung der Straßenkriminalität im Auftrag der Wirtschafts- und Korruptionsstaatsanwaltschaft in den Räumlichkeiten des BVT eine Hausdurchsuchung durchführte und nachweislich sensible Daten beschlagnahmte. Nach Einschätzung einiger Medien fügte die BVT-Affäre dem Ansehen der Behörde massiven Schaden zu. Das Oberlandesgericht Wien stufte die Hausdurchsuchung später als rechtswidrig ein.

## Hintergrund
Das Bundesamt für Verfassungsschutz und Terrorismusbekämpfung wurde 2002 unter der schwarz-blauen Bundesregierung Schüssel I auf Initiative des damaligen ÖVP-Innenministers Ernst Strasser gegründet. Der dafür eingesetzte Direktor war der FPÖ-nahe Beamte Gert-René Polli. Im Jahr 2007 wurde unter Innenminister Günther Platter Peter Gridling zum Chef der Behörde ernannt. Im Zeitraum von der Gründung 2002 bis zur Bildung der Bundesregierung Kurz I standen dem Verfassungsschutz ausschließlich von der ÖVP nominierte Innenminister vor. Im Dezember 2017 übernahm Herbert Kickl das Ministerium.

## Verlauf
Im Sommer 2017 war bereits ein 39-seitiges anonym verfasstes Konvolut an verschiedene Medien gelangt, in dem von einem vermeintlichen Insider Vorwürfe gegen das BVT erhoben wurden.
Aus einer Recherche der Tageszeitung Der Standard und des Wochenmagazins profil drang im Oktober 2017 an die Öffentlichkeit, dass der österreichische Verfassungsschutz nordkoreanische Blanko-Pässe für südkoreanische Spione ausstellen ließ.
Ende Jänner 2018 wurde Peter Gridling vom kürzlich erst angelobten neuen Innenminister Herbert Kickl (FPÖ) für weitere fünf Jahre mit der Aufgabe, das BVT zu leiten, betraut. Die Bestallsurkunde wurde an Bundespräsident Alexander Van der Bellen zum Unterzeichnen geschickt.
Am 28. Februar 2018 wurden die Räumlichkeiten des BVT und verschiedene Privatwohnungen von Mitarbeitern durch Beamte der von FPÖ-Gemeinderat Wolfgang Preiszler geleiteten EGS, durchsucht. Grund für die Hausdurchsuchungen war ein Ermittlungsverfahren der Wirtschafts- und Korruptionsstaatsanwaltschaft (WKStA) wegen mutmaßlichen Amtsmissbrauchs. Die oppositionelle SPÖ kündigte aufgrund dieser Durchsuchungen am 9. März eine Sondersitzung des Nationalrats an; es bestehe der Verdacht der parteipolitisch motivierten Kompetenzüberschreitung. Ein in der Sondersitzung am 19. März von der Liste Pilz eingebrachter Misstrauensantrag gegen den amtierenden Innenminister Herbert Kickl fand keine parlamentarische Mehrheit. Auf Wunsch von NEOS tagte am selben Tag der Nationale Sicherheitsrat und empfahl der Bundesregierung, die Ermittlungen rund um das BVT zu unterstützen sowie nach deren Abschluss dem ständigen Unterausschuss des Ausschusses für innere Angelegenheiten darüber zu berichten.
Nach den Hausdurchsuchungen seien laut Generalsekretär Christian Pilnacek 19,1 Gigabyte (GB) an Daten beschlagnahmt worden. Neuere Sicherstellungsprotokolle aus dem März 2018 sollen jedoch zeigen, dass mindestens 40.000 GB im BVT und drei Privatwohnungen sichergestellt wurden.

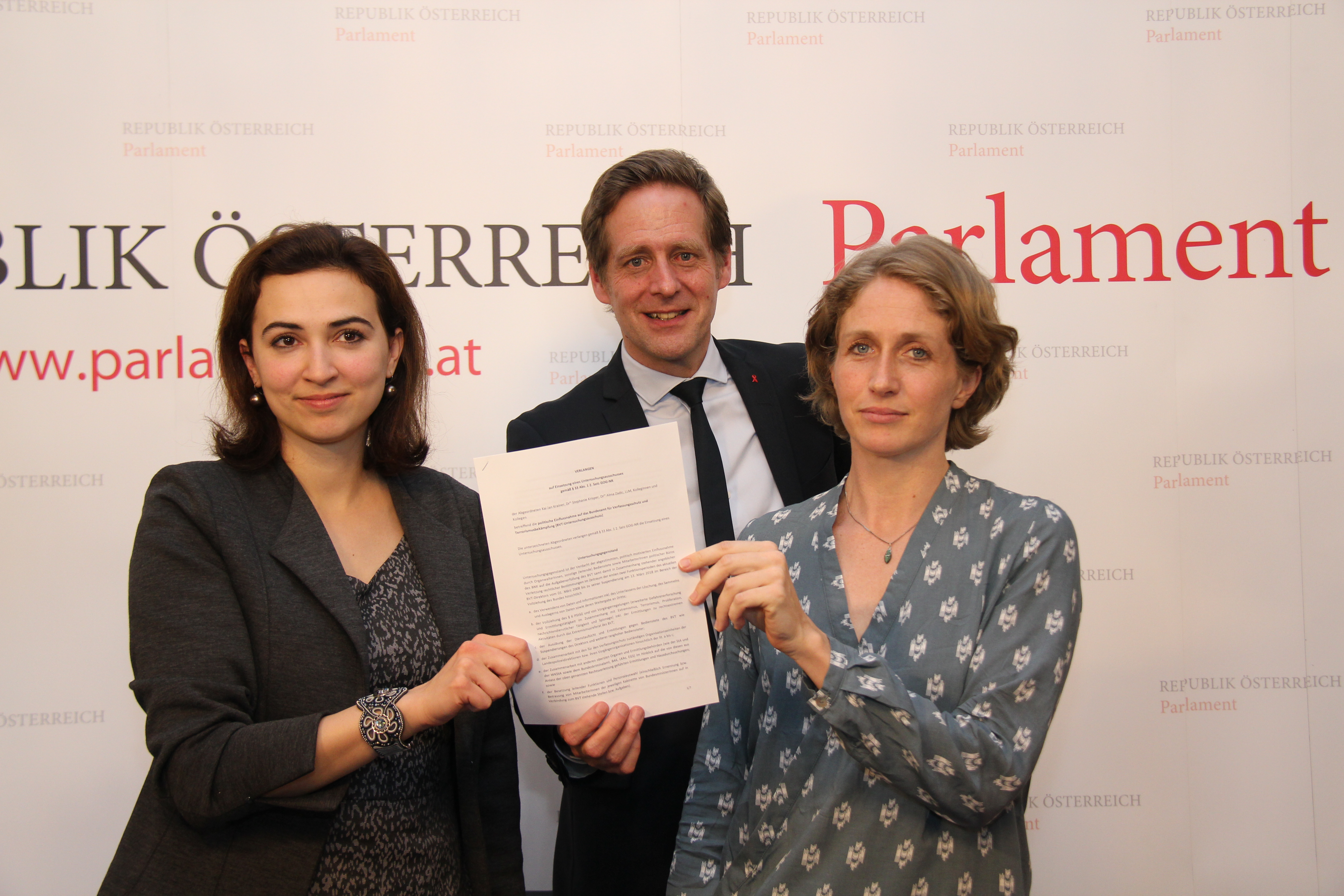
Präsentation des Antrages für einen parlamentarischen Untersuchungsausschuss zum Thema BVT am 18. April 2018

Die SPÖ brachte aufgrund der Ermittlungen einen Antrag für einen parlamentarischen Untersuchungsausschuss ein. Am 22. März 2018 wurde der Antrag im Geschäftsordnungsausschuss überraschend mit den Stimmen der Koalitionsparteien ÖVP und FPÖ abgelehnt, nachdem FPÖ-Vizekanzler Heinz-Christian Strache noch zwei Tage zuvor einen Untersuchungsausschuss begrüßte. Die Ablehnung stützt sich auf ein Gutachten, welches vom Nationalratspräsidenten und früheren Innenminister Wolfgang Sobotka in Auftrag gegeben wurde. Der Untersuchungsgegenstand des Antrages sei zwar zeitlich, aber nicht inhaltlich entsprechend abgegrenzt. Die SPÖ erwog daraufhin, den Verfassungsgerichtshof anzurufen. Stattdessen verkündeten am 16. April 2018 Vertreter der drei im Nationalrat vertretenen Oppositionsparteien (Kai Jan Krainer/SPÖ, Stephanie Krisper/NEOS, Alma Zadić/Liste Pilz), einen gemeinsamen Antrag für einen parlamentarischen Untersuchungsausschuss zum Thema BVT einzubringen. Dieser Antrag wurde am 18. April 2018 eingebracht und am folgenden Tag vom Geschäftsordnungsausschuss einhellig angenommen.
Im Zuge der Ermittlungen soll Innenminister Herbert Kickl die erneute Bestellung des Behördenleiters Peter Gridling durch den Bundespräsidenten Alexander Van der Bellen zurückgehalten, beziehungsweise diesen am 13. März 2018 zum Behördenleiter bestellt und gleichzeitig mit sofortiger Wirkung bis auf Weiteres suspendiert haben. Peter Gridling bekämpfte die Suspendierung beim Bundesverwaltungsgericht, das diese am 22. Mai 2018 aufhob.
Im September 2018 begann der BVT-Untersuchungsausschuss mit den ersten Befragungen von Auskunftspersonen. Im November berichtete Der Standard, dass ein für die Sicherheit im Ausschusslokal zuständiger G4S-Mitarbeiter aus dem nahen Umfeld des Neonazi Gottfried Küssel stamme. Daraufhin wurde beschlossen, sensible Bereiche des Parlaments nur mehr durch interne Sicherheitskräften zu betreuen. Mehrmals beklagten sich die Parlamentsfraktionen über die nicht erfolgte Lieferung einzelner Akten aus den Ministerien und Bundesbehörden. Bis zum Schluss der Beweisaufnahme benannten Auskunftspersonen Unterlagen, die dem Ausschuss hätten übermittelt werden müssen, wo dies aber nicht oder erst auf Nachfrage erfolgte. Im September 2019 beendete der Ausschuss seine Arbeit. Neben dem Ausschussbericht wurden auch eigene Fraktionsberichte aller Parlamentsfraktionen veröffentlicht.
Im Juli 2023 wurden mehrere Spitzenbeamte des Innenministeriums vom Vorwurf des Amtsmissbrauchs freigesprochen.

## Kontroversen

### Anschuldigungen in Pamphlet
Das im Herbst 2017 ausgesandte 39-seitige Pamphlet, das nicht bewiesene Anschuldigungen gegenüber dem BVT enthielt, wurde anonym von einem angeblichen früheren Mitarbeiter des Verfassungsschutzes verfasst. Nach Recherchen der österreichischen Tageszeitung Der Standard und des Wochenmagazins profil wurde dieses Konvolut zur Irreführung erstellt. Es verwandte vorrangig Vorwürfe gegen den ehemaligen Kabinettschef der Innenminister Strasser und Platter sowie der Innenministerin Liese Prokop, Philipp Ita. Im Zentrum der Anschuldigungen war eine Durchsuchung auf Sprengstoff am Wohnsitz Itas, die nach wiederholten Bombendrohungen auf die an diesem Ort vorbeiführende Österreich-Rundfahrt 2016 zustande gekommen war. Bei diesem Vorgang soll – nach den Angaben im Pamphlet – neonazistisches Material sichergestellt worden sein, was das Innenministerium daraufhin vertuscht habe. Ein Mitarbeiter der Polizei soll zudem vergeblich versucht haben, das Bundesamt für Verfassungsschutz und Terrorismusbekämpfung auf diese Vorgänge aufmerksam zu machen. Nach Nachforschungen von Standard und profil bei Polizei, Organisatoren der Österreich-Rundfahrt und in sozialen Netzwerken gab es keine Bombendrohungen gegen dieses Sportereignis. Dennoch befasste sich die Staatsanwaltschaft mit diesen Vorwürfen, kam aber zu keinem Ergebnis.
In dem 39-seitigen Konvolut sind neben diesem Vorwurf auch eine Reihe weiterer Anschuldigungen enthalten, die nicht verifiziert werden konnten oder sich als falsch erwiesen, darunter sexuelle Übergriffe, Sexpartys im Dienst, Geldwäsche und Veruntreuung. Im Zuge des Untersuchungsausschusses wurde der Vorwurf sexueller Übergriffe durch eine Zeugin konkretisiert.
Österreichischen Strafverfolgungsbehörden verdächtigen die im Herbst 2017 suspendiert bzw. krankgeschrieben gewesenen BVT-Beamten Egisto Ott und Martin Weiss, das Pamphlet verfasst zu haben.
Der Abschlussbericht des Untersuchungsausschusses hält fest, dass im Konvolut einige Missstände festgehalten wurden, die auch der Ausschuss wahrnahm – vor allem in der Personalführung und mangelnder Datensicherheit. Unter den Mitarbeitern habe ein Klima der Unzufriedenheit und Konflikte geherrscht. Innerhalb des BVT hätte spätestens nach Bekanntwerden des Konvoluts gegen die Missstände vorgegangen werden müssen. Das BVT habe seine politische Verantwortung in Zusammenhang mit diesen Spannungen nicht rechtzeitig und sorgfältig genug wahrgenommen.
Im Konvolut wird auch die Vermutung geäußert, im Innenministerium und besonders im BVT existiere ein Netzwerk aus der ÖVP nahestehenden Personen, das auf Postenbesetzungen und Ermittlungsverfahren Einfluss nehme sowie interne Informationen an die ÖVP weitergäbe. Der Abschlussbericht des Untersuchungsausschusses spricht von zahlreichen Indizien für die Existenz eines politischen Netzwerks zwischen bestimmten ÖVP-nahen Personen in und um das BVT. Dies müsse jedoch demokratiepolitisch grundsätzlich nicht bedenklich sein. Der Verdacht politischer Einflussnahme auf drei untersuchte Postenbesetzungen konnte weder entkräftet noch bestätigt werden. Dies war u. a. in mangelnder Dokumentation der Entscheidungsträger begründet. Festgestellt wurde das Angebot eines BVT-Angestellten an Herbert Anderl unter Verweis auf die gemeinsame CV-Mitgliedschaft, diesem außerhalb des Dienstweges Informationen aus dem BVT zukommen zu lassen.

### Weitergabe nordkoreanischer Pässe an südkoreanische Behörden
Im Jahr 2015 bestellte das nordkoreanische Regime etwa 200.000 biometrische Pässe bei der 2000 privatisierten Österreichischen Staatsdruckerei. Das Wirtschaftsministerium, damals unter der Führung des Vizekanzlers Reinhold Mitterlehner, ersuchte im Juli desselben Jahres daraufhin das Bundesamt für Verfassungsschutz und Terrorismusbekämpfung um eine Risikoanalyse aufgrund der hohen Zahl an bestellten Reisepässen. Etwa ein Jahr später übergab die Staatsdruckerei 30 Blanko-Pässe an das BVT, von denen wiederum drei an einen südkoreanischen Nachrichtendienst übergeben wurden. Eine Sachverhaltsdarstellung zu dieser Causa wurde vom Direktor des BVT, Peter Gridling, an die Direktorin für öffentliche Sicherheit, Michaela Kardeis, im September 2017 übermittelt. Das Innenministerium prüfte im Herbst 2017 diesen Fall ohne Ergebnis.

### Unrechtmäßige Speicherung von Daten
Der Wiener Anwalt Gabriel Lansky, der unter anderem für den ehemaligen SPÖ-Bundeskanzler Alfred Gusenbauer eine Wahlkampfplattform initiierte, stand im Verdacht, im Fall Rachat Alijew für den kasachischen Geheimdienst gearbeitet zu haben, worauf das BVT ermittelte. Im März 2016 wurde das Verfahren eingestellt. Im Jahr 2017 erhielt Lansky das kursierte anonyme 39-seitige Schreiben, wo auch der Vorwurf erhoben wurde, dass der Verfassungsschutz unbefugt weiterhin Daten zu diesem Fall halte und dies für parteipolitische Zwecke im Wahlkampf gegen die SPÖ nutzen wolle. Im März 2018 wurde bekannt, dass die Wirtschafts- und Korruptionsstaatsanwaltschaft in dieser Sache auch in die Richtung ermittle, dass diese und weitere Datensätze des BVT an den ÖVP-Parlamentsklub weitergegeben worden wären. Dazu wurden zwei Mitarbeiter des Parlamentsklubs der Volkspartei befragt. Bislang konnte dieser Vorwurf nicht belegt werden.

### Hausdurchsuchung
Die Hausdurchsuchung vom 28. Februar 2018 fand auf Anzeige des damals neuen Generalsekretärs im Innenministerium, Peter Goldgruber, statt und wurde mit den im 39-seitigen Konvolut zum Ausdruck gebrachten Vorwürfen begründet. Die Razzia stand bald danach unter Kritik der parlamentarischen Opposition, die vorrangig an Innenminister Herbert Kickl, Justizminister Josef Moser, den Generalsekretär im Innenministerium Peter Goldgruber und den Generalsekretär im Justizministerium Christian Pilnacek gerichtet war.
Der Abschlussbericht des Untersuchungsausschusses hält fest, dass das Ermittlungsverfahren der WKStA durch das Aktivwerden von Peter Goldgruber im Jänner 2018 neue Dynamik erfuhr. Goldgruber hatte sich das Konvolut in der Rechtsanwaltskanzlei von Gabriel Lansky verschafft, gemeinsam mit einem seiner Mitarbeiter Zeugen gesucht, Kontakt zur fallführenden Staatsanwältin hergestellt und vier Zeugen an die WKStA vermittelt. Die „rasante Entwicklung und hohe Ermittlungsintensität der WKStA in der letzten Woche vor den Hausdurchsuchungen“ sprächen dafür, „dass die festgestellten Interventionen [...] durchaus Einfluss auf das Ermittlungsverfahren genommen haben“.
Am Abend des 27. Februar 2018 ersuchte die zuständige Staatsanwältin der WKStA einen Wiener Journalrichter um Genehmigung von sechs Hausdurchsuchungen im BVT und Privatwohnungen für den 28. Februar. Die Genehmigung erfolgte mündlich, was typischerweise bei Gefahr in Verzug angewandt wird. Als Beschuldigte geführt wurden BVT-Chef Peter Gridling, sein Stellvertreter, Nachrichtendienste-Abteilungsleiter Martin Weiss, ein Chefinspektor und der Leiter der IT-Abteilung.
Auf Befehl der Wirtschafts- und Korruptionsstaatsanwaltschaft (WKStA) durchsuchte die Einsatzgruppe zur Bekämpfung der Straßenkriminalität, geführt vom FPÖ-nahen Beamten Wolfgang Preiszler, die Räumlichkeiten des BVT. Die Polizisten sollen dabei bewaffnet und mit Sturmmasken eingetroffen sein. Nach ersten Dementis des Justizministeriums sind dabei auch große Datenmengen beschlagnahmt worden, die das BVT betreffen, darunter eine Liste an verdeckten Ermittlern und Angaben zu Ermittlungen über die Neonazi-Szene. Auch Daten zur vom Verfassungsschutz beobachteten FPÖ-nahen Plattform unzensuriert.at, die bis 2017 unter der Leitung des nunmehrigen Fachreferenten für operative Kommunikation im Innenministerium, Alexander Höferl, stand, wurden beschlagnahmt. Bei der mehrstündigen Durchsuchung des Büros von Sibylle G., der damaligen Referatsleiterin für Extremismus, stundenlang durchsucht, obwohl die Beamtin keine Verdächtige war. Vom Schreibtisch verschwand der Ausdruck einer E-Mail, in der der mehrmals verurteilte Rechtsextremist Küssel mehrere Personen zu einer Veranstaltung eingeladen habe, unter anderem den Einsatzleiter Preiszler selbst. Die BVT-Rechtsabteilung verlangte, die beschlagnahmten Daten zu versiegeln, wodurch sie nur im Beisein der Beschuldigten oder ihrer Rechtsvertreter gesichtet werden dürften. Dies wurde von der Staatsanwältin abgelehnt. Durchsucht wurden auch Büro und Wohnungen von Personen, die als Zeugen geführt wurden.
Genau ein halbes Jahr nach der Hausdurchsuchung, am 28. August 2018, gab das Oberlandesgericht Wien bekannt, dass mehrere durchgeführte Hausdurchsuchungen unverhältnismäßig waren. Abgesehen von einer Hausdurchsuchung in der Privatwohnung eines Beschuldigten wurden in dem Beschluss des Gerichts die Hausdurchsuchung im BVT selbst sowie weitere Hausdurchsuchungen in Privatwohnungen von Beschuldigten daher als rechtswidrig qualifiziert.
Der Abschlussbericht des Untersuchungsausschusses sieht erhebliche Mängel in der Planung der Hausdurchsuchung und macht die zuständige Staatsanwältin dafür hauptverantwortlich. Der Grund für die Durchsuchung des Büros der Leiterin des Extremismusreferats konnte nicht nachvollzogen werden. Von den dort sichergestellten Papierdokumenten erwies sich lediglich eine Seite als relevant für das Ermittlungsverfahren. Vorwürfe gegen die Einsatzgruppe erhärteten sich nicht.
Im Oktober 2018 wurde bekannt, dass Innenminister Herbert Kickls Generalsekretär Peter Goldgruber nach Bekanntwerden der Liederbuch-Affäre im Jänner 2018 beim BVT um interne Details zur Beobachtung von Burschenschaften nachgefragt hat. Goldgruber wollte laut einem Aktenvermerk, den BVT-Chef Peter Gridling angelegt hatte, unter anderem wissen, bei welchen Burschenschaften verdeckte Ermittler im Einsatz sind. Die Antwort soll allgemein gehalten worden sein, Namen wurden nicht genannt. Im selben Zeitraum wurde mutmaßlich von Jan Marsalek die Vermutung an die FPÖ herangetragen, dass die Liederbücher aus dem Verfassungsschutz nach außen gespielt worden sein. Tage vor der Hausdurchsuchung hatte der FPÖ-Politiker Gudenus Kontakt mit dem Leiter der Einsatzgruppe zur Bekämpfung der Straßenkriminalität (EGS) Wolfgang Preiszler und übergab dessen Kontaktdaten an Kickls Bürochef.
Opposition und regierungskritische Medien sehen einen Zusammenhang mit der kurz darauf erfolgten rechtswidrigen Hausdurchsuchung im Verfassungsschutz. Es wurden im Büro der Referatsleiterin für Extremismus zahlreiche Datenträger beschlagnahmt, darunter solche über Ermittlungen in der rechtsextremen Szene, obwohl sie von der Staatsanwaltschaft nie als Beschuldigte in der Causa BVT geführt worden war. Das Innenministerium bestreitet diese Interpretation, da Goldgrubers Anfrage erfolgt sei, um sich auf eine Sitzung des Nationalen Sicherheitsrats vorzubereiten, den die SPÖ zum Thema Rechtsradikalismus einberufen hatte. Der Untersuchungsausschuss hält in seinem Abschlussbericht fest, dass nicht festgestellt werden konnte, ob Goldgruber die Fragen an Gridling im Auftrag von Herbert Kickl stellte oder ob aus eigenem Antrieb handelte.

### Pressefreiheit
Im November 2019 wurde bekannt, dass durch das Bundesamt zur Korruptionsprävention und Korruptionsbekämpfung am 10. Mai 2019 versucht wurde, das Mobiltelefon der Die Presse-Journalistin Anna Thalhammer beschlagnahmen zu lassen, um ihre Informanten zu identifizieren. Auch das Gerät der NEOS-Abgeordneten Stephanie Krisper sollte konfisziert werden. Die Staatsanwaltschaft Wien lehnte diese Ansinnen Anfang Juli ab.

### Causa Maurer und Causa Tierschützer
Der BVT-Untersuchungsausschuss untersuchte auch Vorwürfe der politischen Einflussnahme auf zwei BVT-Ermittlungen – eine Ermittlung betraf eine Protestaktion der Österreichischen Hochschülerschaft im Parlament 2010, eine andere den Wiener Neustädter Tierschützerprozess. In beiden Fällen stellte der Untersuchungsausschuss keine politische Einflussnahme, sondern Individualfehler von Beamten fest.

## Konsequenzen
Ende Mai 2018 kündigte Innenminister Herbert Kickl gemeinsam mit dem von ihm kurzzeitig suspendierten Chef des Bundesamts für Verfassungsschutz und Terrorismusbekämpfung, Peter Gridling eine Neuaufstellung, eine neue Ära der Behörde an. Im Rahmen dieser solle die Kompetenzaufteilung zwischen dem Bundeskriminalamt und dem BVT neu geregelt werden. Ebenso sei laut Kickl geplant, den Verfassungsschutz besser in die Zusammenarbeit mit anderen Diensten, etwa dem Heeres-Nachrichtenamt, zu integrieren.
Aufgrund der Hausdurchsuchung im BVT, bei der sensible Daten mitgenommen wurden, sollte das BVT aus dem Berner Club, dem europäischen Geheimdienst-Netzwerk, suspendiert werden, was zunächst noch durch „vertrauensbildende Maßnahmen“ abgewendet werden konnte. Unter anderem hatte sich das BVT aus allen Arbeitsgruppen zurückgezogen, hätte diesen aber im Herbst 2018 wieder beitreten sollen. Dann tauchte jedoch in der Wiener Stadtzeitung „Falter“ ein Papier aus dem Berner Club auf. Aufgrund dessen sei der Rückzug verlängert worden und sei bis heute gültig.
Anfang August 2019 wurde ein Schreiben von Gridling an die Mitarbeiter des BVT bekannt, in dem er um Verständnis für zusätzliche Sicherheitsmaßnahmen bat und dass „der Vertrauensverlust schon vor Kickl entstanden“ sei.
Innenminister Karl Nehammer bestellte im Februar 2020 Franz Ruf zum Projektleiter der Reform des BVT. 2021 wurde das BVT zur DSN reformiert.